# Campeonato Europeo de Gimnasia Rítmica de 2023
El XXXIX Campeonato Europeo de Gimnasia Rítmica se celebró en Bakú (Azerbaiyán) entre el 17 y el 21 de mayo de 2023 bajo la organización de la Unión Europea de Gimnasia (UEG) y la Federación Azerbaiyana de Gimnasia.
Originalmente, el campeonato iba a realizarse en Moscú (Rusia), pero debido a la invasión rusa de Ucrania, la UEG decidió cancelar esta sede.
Las competiciones se realizaron en la Arena Nacional de Gimnasia de la capital azerí. 
Las gimnastas de Rusia y Bielorrusia fueron excluidas de este campeonato debido a la invasión rusa de Ucrania.

## Resultados
| Evento                                       | Oro | Plata | Bronce |
| -------------------------------------------- | --- | --- | --- |
| Concurso completo ind. (20.05)               | Boriana Kalein Bulgaria 131,000 pts. | Sofia Raffaeli · Italia · 129,550 pts. | Stiliana Nikolova Bulgaria 129,500 pts. |
| Pelota (21.05)                               | Sofia Raffaeli · Italia · 33,650 | Stiliana Nikolova Bulgaria 33,350 | Zöhrə Ağamirova Azerbaiyán 32,850 |
| Mazas (21.05)                                | Sofia Raffaeli · Italia · 33,000 | Boriana Kalein Bulgaria 32,650 | Ekaterina Vedeneeva Eslovenia 31,700 |
| Cinta (21.05)                                | Darja Varfolomeev · Alemania · 32,250 | Eva Brezalieva Bulgaria 31,600 | Stiliana Nikolova Bulgaria 31,500 |
| Aro (21.05)                                  | Viktoriya Onopriyenko · Ucrania · 33,250 | Adi Asya Katz Israel 32,600 | Boriana Kalein Bulgaria 32,250 |
| Conjuntos 5 con aro (21.05)                  | Israel Shani Bakanov Adar Friedmann Romi Paritzki Ofir Shaham Diana Svertsov 35,800                                                                                   | Bulgaria Sofiya Ivanova Kameliya Petrova Rachel Stoyanov Radina Tomova Zhenina Trashlieva 35,250 | Italia · Martina Centofanti · Agnese Duranti · Alessia Maurelli · Daniela Mogurean · Laura Paris · 34,950                                           |
| Conjuntos 3 con cinta + 2 con pelota (21.05) | Azerbaiyán Ləman Əlimuradova Kamilla Əliyeva Zeynəb Hümmətova Yelizaveta Luzan Darya Sorokina 32,250                                                                  | Israel Shani Bakanov Eliza Banchuk Romi Paritzki Ofir Shaham Diana Svertsov 32,150 | España · Ana Arnau · Inés Bergua · Mireia Martínez · Patricia Pérez · Salma Solaun · 31,200                                                         |
| Conjuntos concurso completo (20.05)          | Bulgaria Sofiya Ivanova Kameliya Petrova Rachel Stoyanov Radina Tomova Zhenina Trashlieva 68,050                                                                      | Israel Shani Bakanov Eliza Banchuk Adar Friedmann Romi Paritzki Ofir Shaham Diana Svertsov 67,300 | Azerbaiyán Güllü Ağalarzadə Ləman Əlimuradova Kamilla Əliyeva Zeynəb Hümmətova Yelizaveta Luzan Darya Sorokina 65,400                               |
| Concurso completo por equipos (20.05)        | Bulgaria Individual Boriana Kalein Eva Brezalieva Stiliana Nikolova Conjunto Sofiya Ivanova Kameliya Petrova Rachel Stoyanov Radina Tomova Zhenina Trashlieva 324,500 | Ucrania · Individual · Polina Karika · Polina Horodnycha · Viktoriya Onopriyenko · Conjunto · Yelyzaveta Azza · Diana Bayeva · Daryna Duda · Yeva Meleshchuk · Anastasiya Vozniak · Mariya Vysochanska · 311,800 | Israel Individual Adi Asya Katz Daniela Munits Conjunto Shani Bakanov Eliza Banchuk Adar Friedmann Romi Paritzki Ofir Shaham Diana Svertsov 310,150 |

## Medallero
| Núm. | País       | Oro | Plata | Bronce | Total |
| ---- | ---------- | --- | ----- | ------ | ----- |
| 1    | Bulgaria   | 3   | 4     | 3      | 10    |
| 2    | Italia     | 2   | 1     | 1      | 4     |
| 3    | Israel     | 1   | 3     | 1      | 5     |
| 4    | Ucrania    | 1   | 1     | 0      | 2     |
| 5    | Azerbaiyán | 1   | 0     | 2      | 3     |
| 6    | Alemania   | 1   | 0     | 0      | 1     |
| 7    | Eslovenia  | 0   | 0     | 1      | 1     |
| 7    | España     | 0   | 0     | 1      | 1     |
|      | TOTAL      | 9   | 9     | 9      | 27    |